# Valentina Naforniță
Valentina Naforniță (née le 10 juin 1987) est une chanteuse soprano moldave. Elle est surtout connue pour son interprétation des œuvres de Mozart et du répertoire belcantiste.

## Enfance et études
Valentina Naforniță est née à Cuhnești (en), en Moldavie. Touchée par la musique dès son plus jeune âge, elle a commencé très jeune à étudier le chant, le violon et la danse. Elle a ensuite obtenu un diplôme du collège de musique Ștefan Neaga de Chișinău (Moldavie) en 2006, puis un diplôme d’opéra à l'Université nationale de musique de Bucarest en Roumanie. C’est dans cet établissement qu’elle a bénéficié de l’enseignement d’Eleonora Enăchescu et de Maria Slatinaru-Nistor.
Pendant et après ses études, elle a commencé à présenter des concours de chant. Elle est lauréate du prix Orange Prize for Young Musicians pour la Roumanie, du concours Hariclea Darclée et du concours Young Opera Singers of Europe. En 2011, elle est lauréate dans plusieurs catégories au concours BBC Cardiff Singer of the World, dont le prix du public Joan Sutherland, et est finaliste dans la catégorie « Lied ». Ce succès a marqué un tournant dans sa carrière. En 2012, elle reçoit le deuxième prix du Jury du prestigieux concours de chant lyrique internationalParis Opera Competition.

## Carrière
En septembre 2011, Valentina Naforniță est devenue membre de l’ensemble du Wiener Staatsoper, où elle a fait ses débuts professionnels à la scène dans le rôle de Papagena dans Die Zauberflöte. En tant que membre de l’ensemble, elle a débuté dans de nombreux rôles : Musetta (La bohème), Susanna (Le nozze di Figaro), Pamina (Die Zauberflöte), Adina (L'elisir d'amore), Norina (Don Pasquale), Gilda (Rigoletto), Zerlina (Don Giovanni), Nayade (Ariadne auf Naxos), Clorinda (Cenerentola), Oscar (Un ballo in maschera), et Ilia (Idomeneo). En 2013 et 2018, elle a été choisie pour chanter lors de l’ouverture du prestigieux bal de l'opéra de Vienne, qui est transmis à plus de 1,5 million de spectateurs en Autriche et dans la région bavaroise. 
En 2014, elle a fait ses débuts au festival Salzburger Festspiele dans le rôle de Zerlina dans Don Giovanni, et en 2016, elle a débuté à Paris dans le rôle de Sophie (Werther) au Théâtre des Champs-Elysées aux côtés de Juan Diego Flórez et de Joyce DiDonato. Lors de la saison suivante, en septembre 2017, elle a débuté à l’Opéra national de Paris dans le rôle de Valencienne dans Die lustige Witwe. Elle est ensuite revenue dans la capitale française dans les rôles de Servilia (La clemenza di Tito) en novembre 2017, d’Adina (L'elisir d'amore) en 2018, et dans le rôle-titre de Iolanta en 2019. 
En 2018, Valentina Naforniță a fait ses débuts au Teatro dell'Opera di Roma dans le rôle de Musetta (La bohème), ainsi que ses débuts sur la scène de l’Opéra de Lausanne, interprétant pour la première fois le rôle de Fiordiligi dans Così fan tutte. Cette dernière production a été diffusée sur Arte, et est devenue l’un des opéras les plus visionnés sur la plateforme en ligne de la chaîne.
Valentina Naforniță fait également d’autres débuts remarqués, notamment dans une nouvelle production d’Irina Brook en 2015, avec Juan Diego Flórez et Micaela Partusi, sous la direction de Jesús López Cobos. Elle a été invitée par deux fois (en 2015 et 2018) à chanter lors du concert télévisé Christmas in Vienna, concert retransmis sur Arte et ORF III. En 2017, elle a débuté au Staatsoper Hamburg dans le rôle d’Adina. 
Les moments forts de sa saison 2019/20 comptent une prise de rôle dans A Midsummer Night's Dream de Britten dans le rôle d’Helena, Norina dans Don Pasquale, Susanna dans Le Nozze di Figaro est les débuts de Valentina Naforniță dans le rôle d’Irina dans Trois sœurs. Elle interprétera ces quatre rôles au Wiener Staatsoper et chantera le rôle d’Adina dans L'elisir d'amore à l’Opéra de Lausanne et au Théâtre national de Mannheim.
Son premier album, intitulé "Romance" est paru en 2019 chez Outhere et a été salué par la critique : "Pleine de promesse, la jeune soprano projette son discours vocal avec une grande luminosité. Elle déborde de jeunesse, d’insolence, de pureté."

## Vie privée
Après avoir vécu quelques années à Vienne, elle vit désormais à Chişinău en Moldavie. Elle est la marraine de CCF Moldova, une organisation qui aide les enfants moldaves dans le besoin.

## Enregistrements
- Don Giovanni de Mozart, 2014 (DVD) dans le rôle de Zerlina. Salzburger Festspiele avec les Wiener Philharmoniker sous la direction de Christoph Eschenbach[17].
- Hans Zimmer : Filmmusik: The World Of Hans Zimmer, 2019 (CD), Sony Classical[18].
- Romance : Orchestre de la radio de Munich dirigé par Keri-Lynn Wilson, 2020, Outhere Music[19].